# Rio Andrada
Der Rio Andrada (auch: Rio Andrade, abweichender Name auf Google Maps: Rio São Salvador) ist ein etwa 165 km langer Nebenfluss des Rio Iguaçu im Süden des brasilianischen Bundesstaats Paraná.

## Etymologie und Geschichte

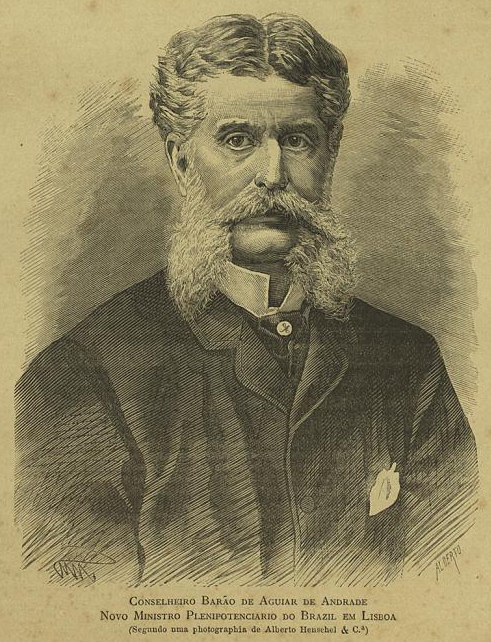
Barão de Aguiar de Andrada (Bildnis vom 21. November 1881)

Der Fluss wurde nach Francisco Xavier da Costa Aguiar de Andrada (1822–1893) benannt, dem ersten und einzigen Baron von Andrada. Andrada vertrat die Interessen Brasiliens im Streit um das Gebiet von Palmas. Er starb in diplomatischer Mission in Washington während des laufenden Schiedsverfahrens.
Das Gebiet zwischen Rio Iguacu und Rio Uruguay war zwischen Brasilien und Argentinien strittig gewesen. Diese hatten die Namen der grenzbestimmenden Flüsse im Vertrag von Madrid 1750 unterschiedlich zugeordnet. Erst 1895 wurde die Palmas-Frage durch einen Schiedsspruch des US-amerikanischen Präsidenten Grover Cleveland zugunsten von Brasilien entschieden. Die brasilianische Regierung setzte anschließend eine Kommission zur Untersuchung des Gebiets ein. Diese gab den größeren bis dahin namenlosen Iguacu-Nebenflüssen die Namen bedeutender Persönlichkeiten aus Technik und Politik (Rios Ampére, Benjamin Constant, Capanema, Cotegipe, Floriano, Gonçalves Dias, Siemens oder Silva Jardim).

## Geografie

### Lage
Das Einzugsgebiet des Rio Andrada befindet sich auf dem Terceiro Planalto Paranaense (Dritte oder Guarapuava-Hochebene von Paraná).

### Verlauf
Sein Quellgebiet liegt im Munizip Cascavel auf 695 m Meereshöhe etwa 6 km südlich des Aeroporto Municipal de Cascavel in der Nähe der EMP-116 (Estrada Rio da Paz).
Der Fluss verläuft auf den ersten etwa 25 Flusskilometern bis zur Mündung des Rio São José in südöstlicher Richtung. Dann fließt er bis zu seiner Mündung nach Süden. Er bildet in seinem gesamten Lauf viele Schleifen.
Er fließt im Munizip Capitão Leônidas Marques von rechts in den Rio Iguaçu. Er mündet auf 258 m Höhe. Die Entfernung zwischen Ursprung und Mündung beträgt 51 km. Er ist etwa 165 km lang.

### Munizipien im Einzugsgebiet
Am Rio Andrada liegen die fünf Munizpien
- Cascavel (beidseits)
- Lindoeste (rechts)
- Santa Lúcia (rechts)
- Boa Vista da Aparecida (links)
- Capitão Leônidas Marques (beidseits).

### Zuflüsse
Die wichtigsten der Nebenflüsse sind:
rechts:
- Côrrego Diamante
- Ribeirão Paz
- Arroio Quati

links:
- Rio São José (mit seinem Zufluss Rio São Salvador)
- Rio Arquimedes
- Côrrego das Antas[6]